# Trégastel
 Trégastel  (en bretón Tregastell) es una población y comuna francesa, situada en la región de Bretaña, departamento de Côtes-d'Armor, en el distrito de Lannion y cantón de Perros-Guirec.

## Demografía
| 867 | 659 | 709 | 862 | 985 | 1 011 | 1 031 | 1 113 | 1 036 | 1 078 | 1 080 | 1 086 | 1 078 | 1 096 | 1 141 | 1 108 | 1 224 | 1 250 | 1 361 | 1 286 | 1 320 | 1 467 | 1 398 | 1 449 | 1 521 | 1 687 | 1 670 | 1 742 | 2 013 | 2 063 | 2 201 | 2 234 |
| Para los censos de 1962 a 1999 la población legal corresponde a la población sin duplicidades (Fuente: INSEE [Consultar]) |     |     |     |     |       |       |       |       |       |       |       |       |       |       |       |       |       |       |       |       |       |       |       |       |       |       |       |       |       |       |       |

## Escudo

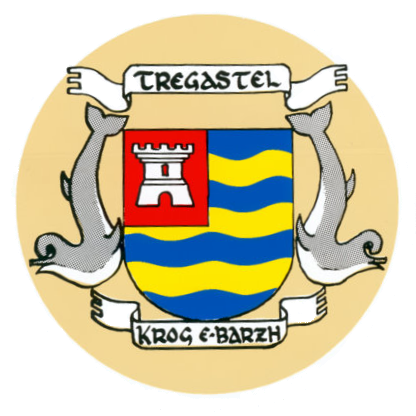
Escudo.

Azur tres fesses ondulado de oro un barrio de gran gules una torre de plata: El azul representa el mar, las bandas onduladas de oro las playas y la torre de Silver recuerda la etimología (la tregua del castillo).
Dos delfines llevan el escudo (el delfín simboliza la comunión pacífica entre el hombre y el mar).
Proyecto de Armas Tregastel fue propuesta por E. Maze y aprobada en el seis de febrero, 1987 por el "Servicio de Archivo Cotes-du-Nord (nombre en el momento de la Côtes de Armor).

## Imágenes

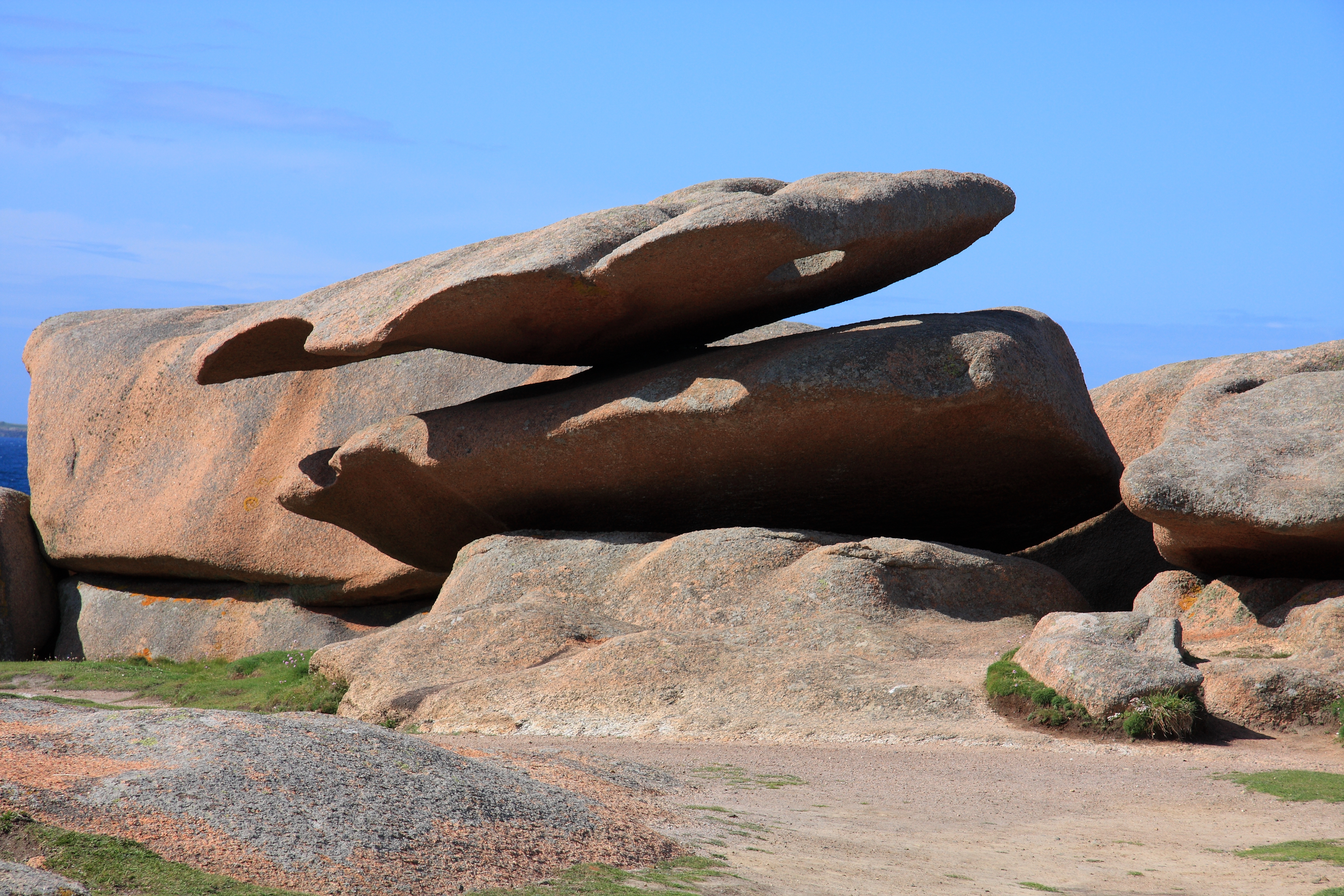
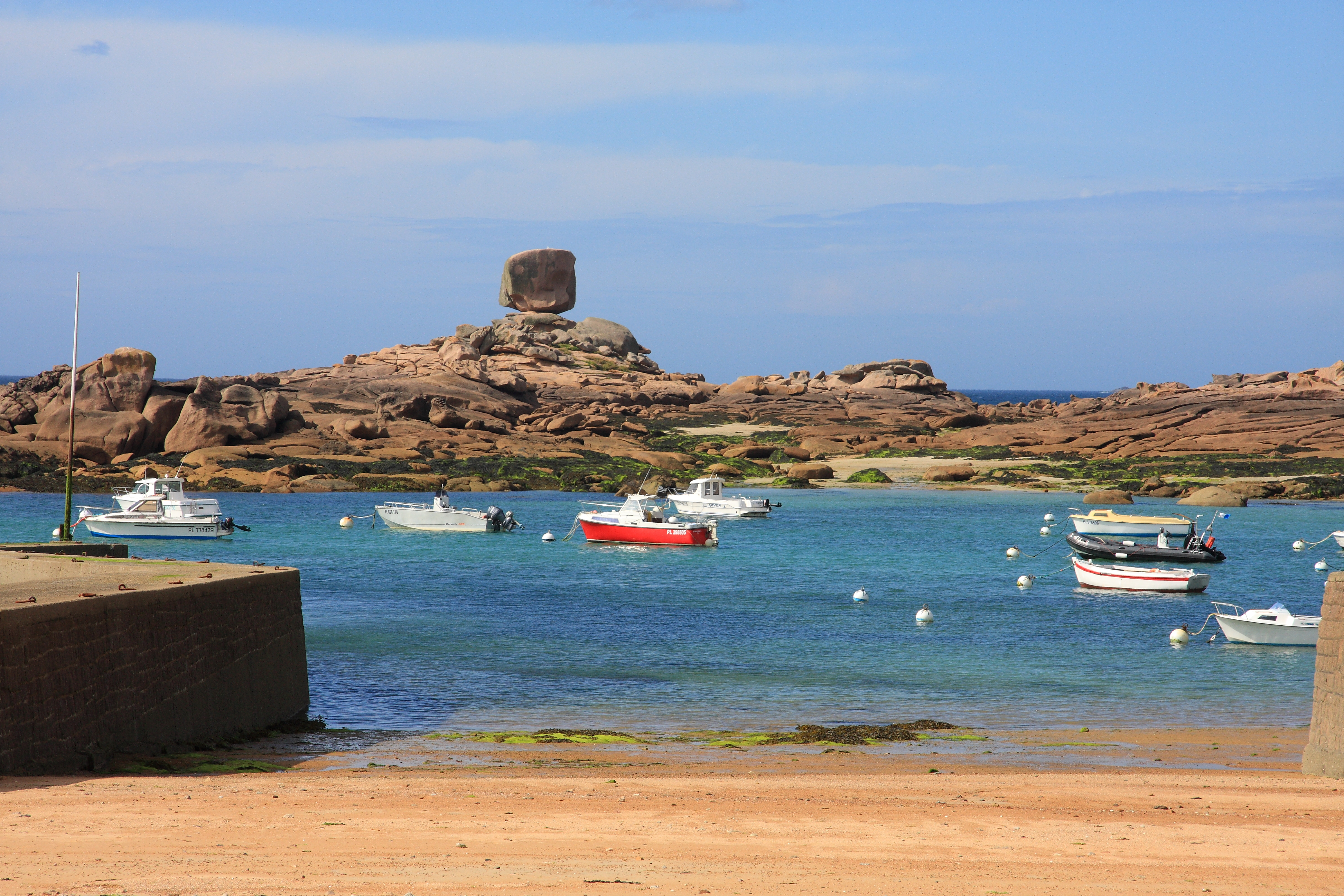
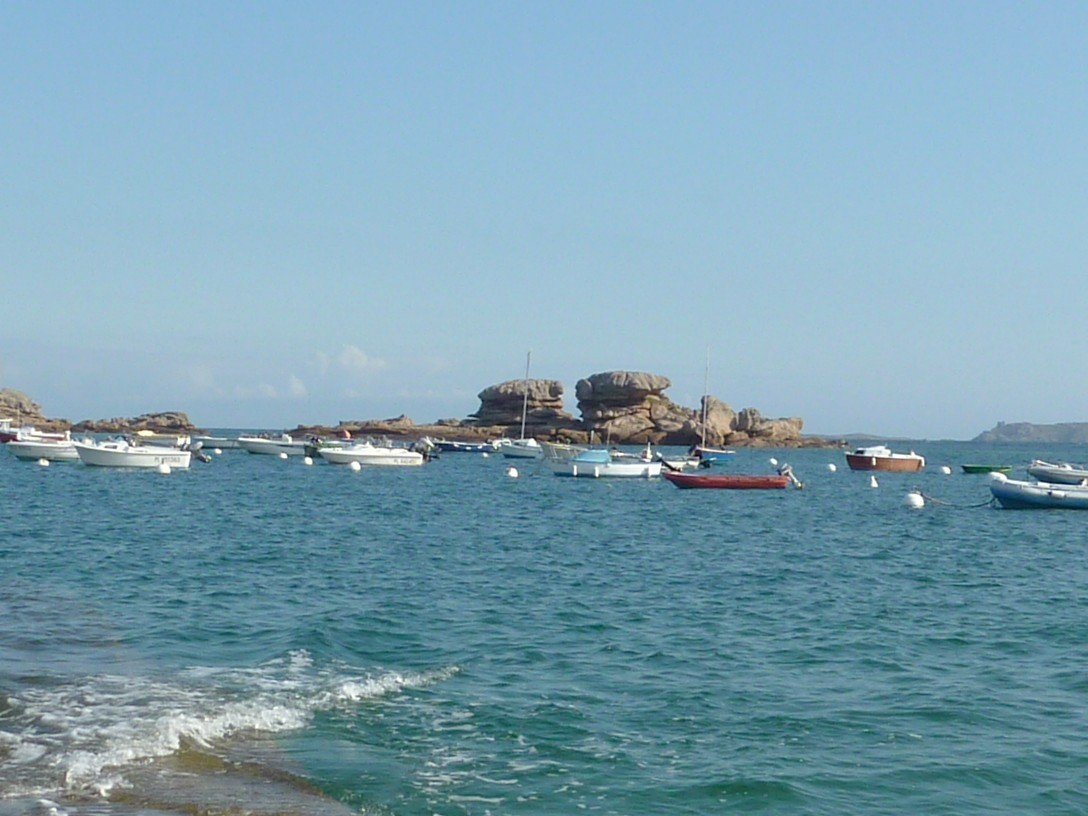
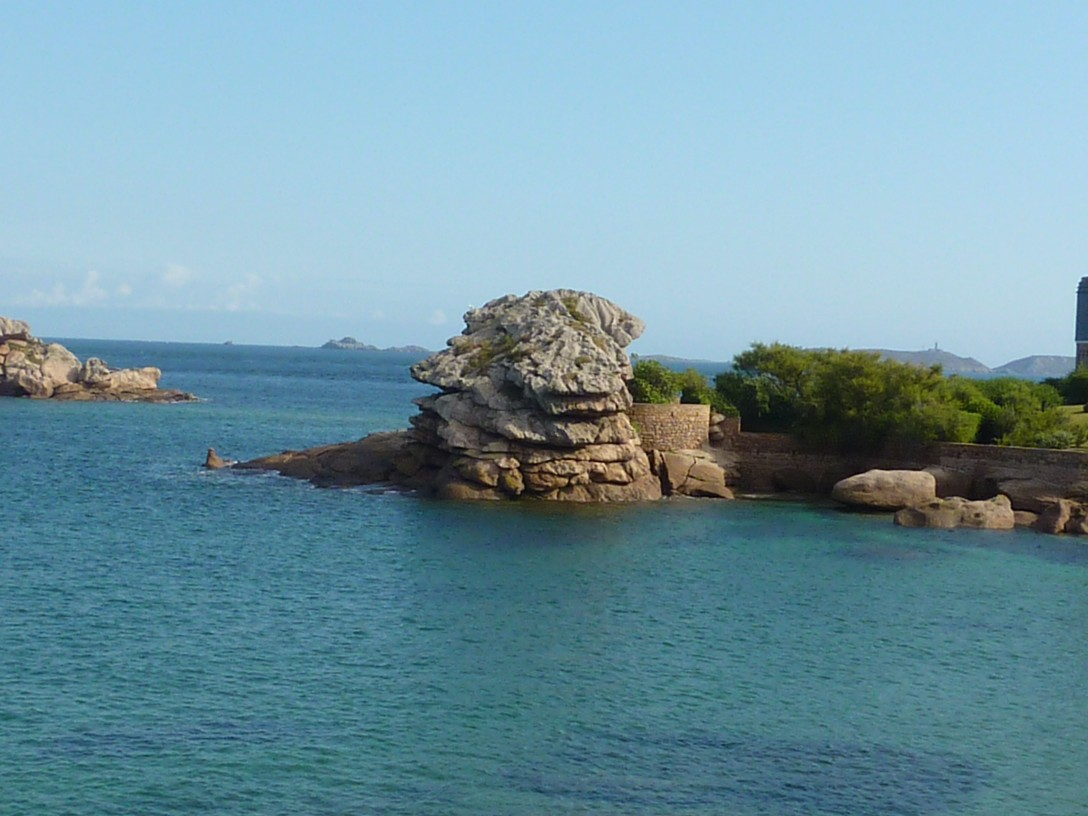
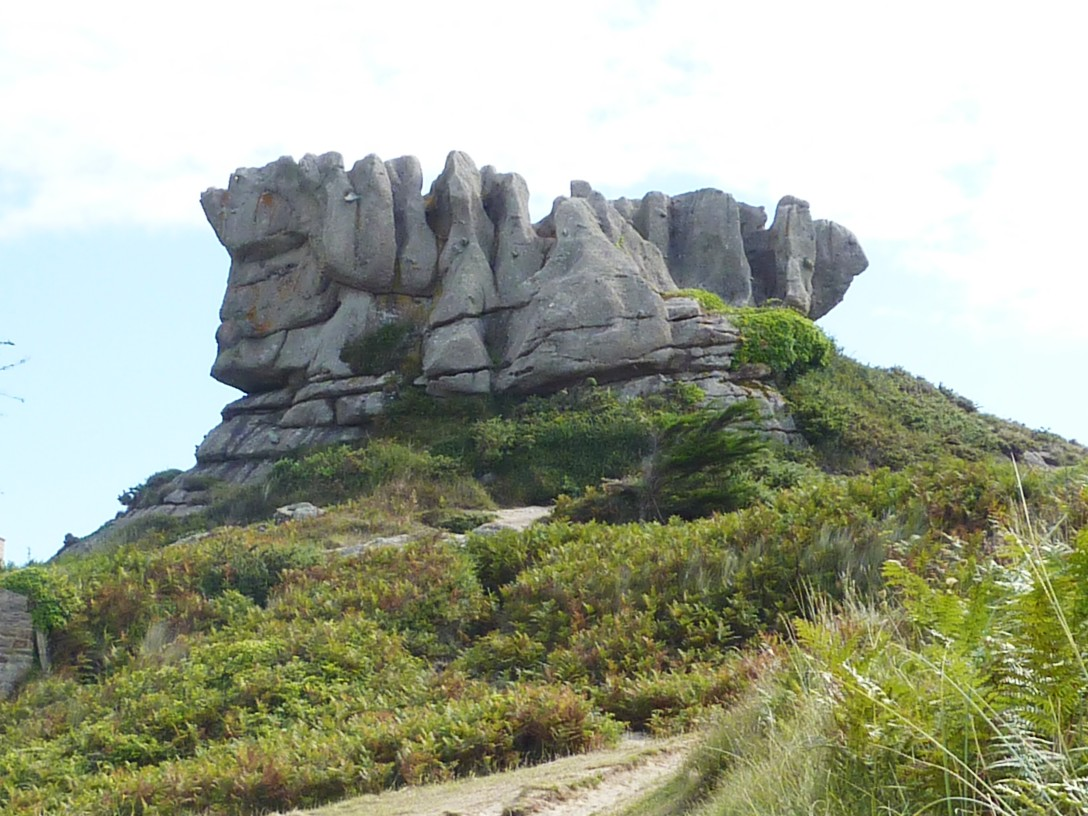
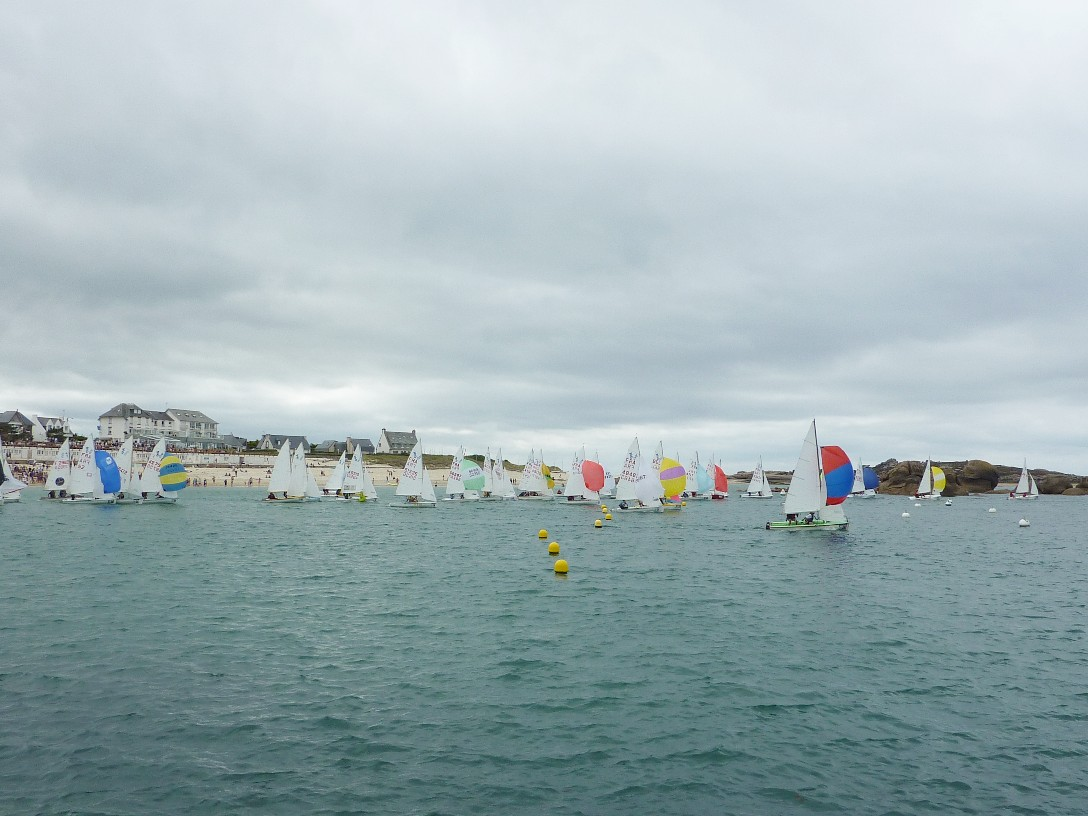
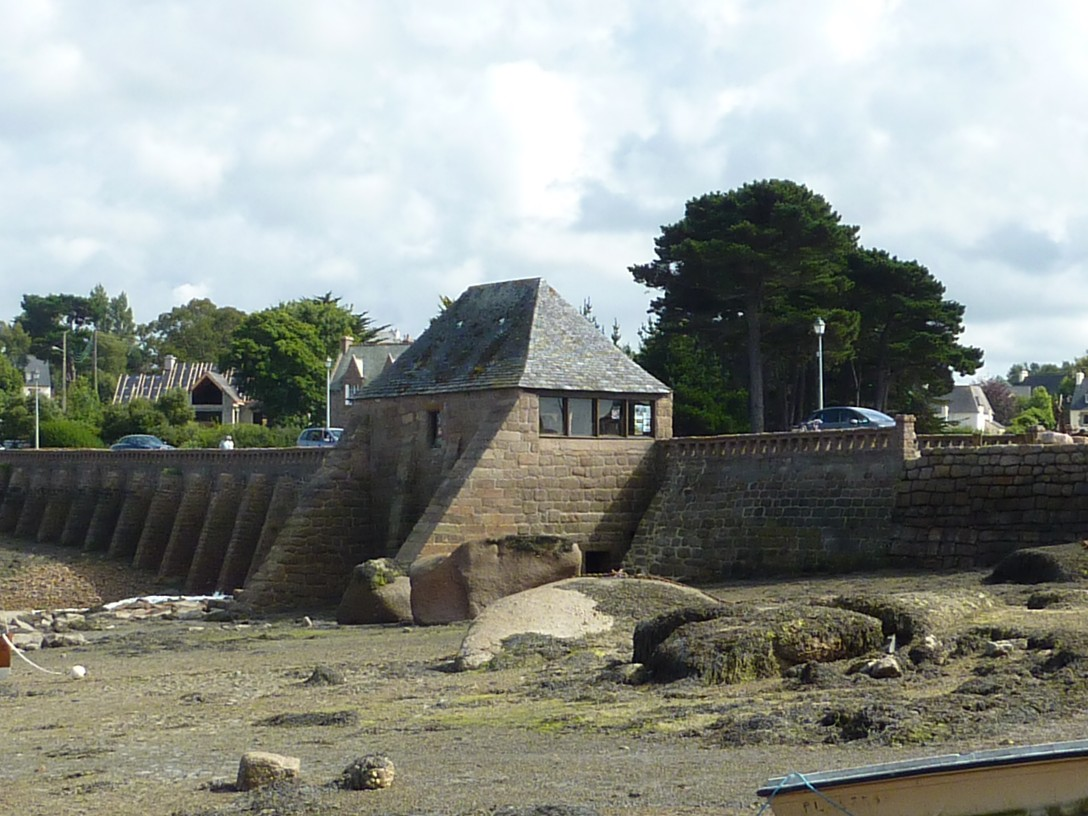
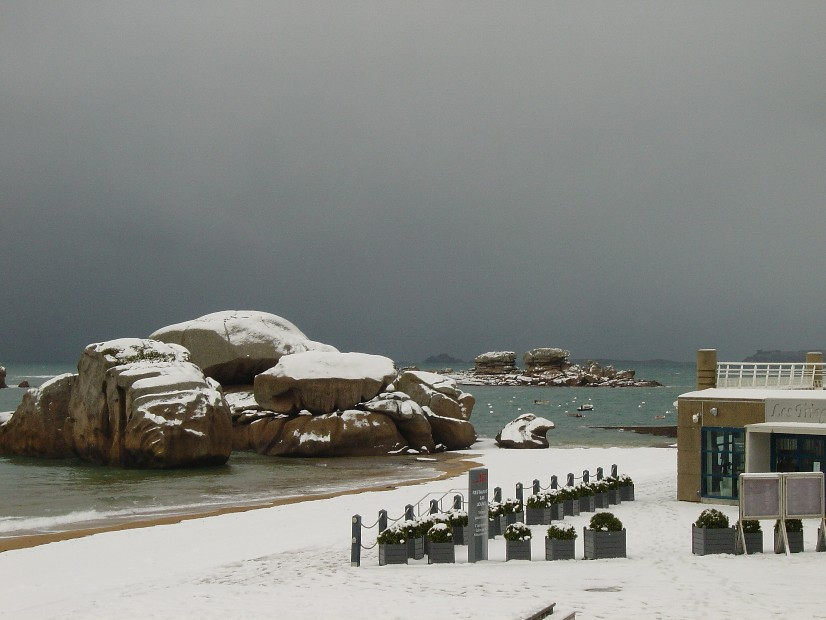

- Datos: Q210421
- Multimedia: Trégastel / Q210421

1. ↑  Worldpostalcodes.org, código postal n.º 22730.
2. ↑  INSEE, Datos de población para el año 2012 de Trégastel (en francés).